# 欧亚党
歐亞黨（俄语：Партия «Евразия»）是一個俄羅斯政黨，於2002年6月21日在司法部註冊，約亞歷山大·杜金發起泛俄歐亞運動一年後。
通常被視為民族布爾什維克主義的一種形式，支撐歐亞理論的基本思想之一是莫斯科、柏林和巴黎形成一個自然的地緣政治軸，因為從莫斯科到柏林的一條線或軸如果延伸將穿過巴黎附近。杜金和他的政黨預見到陸地和海洋之間、美國和俄羅斯之間的永恆世界衝突。他認為：“原則上，歐亞大陸和我們的中心地帶（俄羅斯）仍然是新的反資產階級、反美革命的集結地”。根據杜金的《地緣政治基礎》（1997）一書：“新的歐亞帝國將建立在共同敵人的基本原則之上：拒絕大西洋主義，戰略控制美國，拒絕讓自由主義價值觀支配我們。這種共同的文明衝動將成為政治和戰略聯盟的基礎”。該黨被批評者視為新法西斯，杜金否認了這個標籤。
歐亞黨是杜金在喬治·W·布什於2002年5月底訪問俄羅斯前不久創立的。該黨希望在解決車臣問題中發揮關鍵作用，目的是為杜金的理想奠定基礎，即俄羅斯與歐洲和中東國家，主要是伊朗的戰略聯盟。